# 김남구
김남구(1963년 10월 10일~ )는 한국투자금융지주 대표이사 회장이다. 김재철 동원그룹 회장의 장남이며 83학번으로 고려대 경영학과를 졸업한 뒤 일본 게이오대학교 경영대학원에서 경영학 석사학위를 받고 동원증권에 대리로 입사했다. 동생은 김남정 동원그룹 부회장이다.

## 참고문헌
1. ↑  임지윤, 기자가 직접 본 김남구 한국투자금융지주 회장… 인자한 미소 뒤 ‘배고픈 하이에나’, 한국금융, 2023년 9월 18일
2. ↑  김남구 한국투자금융지주 대표이사 회장, 비지니스포스, 2023년 2월 20일